# تلاش پیروزمندانه
تلاش پیروزمندانه (انگلیسی: The Winning Try؛‏ کره‌ای: 트라이: 우리는 기적이 된다) مجموعهٔ تلویزیونی محصول کره جنوبی با بازی یون که سانگ، ایم سه می و کیم یو هان است. این مجموعه از ۲۵ ژوئیه ۲۰۲۵، روزهای جمعه و شنبه ساعت ۲۱:۵۰ (کی‌اس‌تی) از اس‌بی‌اس پخش شد. این مجموعه همچنین برای استریم در نتفلیکس در مناطق منتخب قابل دسترسی است.

## خلاصه داستان
داستان این مجموعه دربارهٔ تیم راگبی دبیرستان هانیانگ است؛ تیمی که برای پیروزی در جشنواره ملی ورزش‌ها تلاش می‌کند اما همواره در انتهای جدول قرار می‌گیرد. اوضاع تیم زمانی تغییر می‌کند که جو گا رام به عنوان مربی جدید منصوب می‌شود.

## تولید
نویسندگی این مجموعه را ایم جین آ۶ بر عهده دارد و کارگردانی آن توسط جانگ یونگ سوک انجام شده است؛ کسی که پیش‌تر در ساخت فصل دوم مجموعه راننده تاکسی (۲۰۲۲) نیز مشارکت داشته است. تولید این مجموعه توسط استودیو اس، زیرمجموعه تولید محتوای شبکهٔ اس‌بی‌اس صورت گرفته است.